# Džóširó Marujama
Džóširó Marujama (* 11. srpna 1993 Mijazaki) je japonský zápasník–judista.

## Sportovní kariéra
Pochází z judistické rodiny. Otec Kendži reprezentoval Japonsko v judu na olympijských hrách v Barceloně v roce 1992. S judem začínal společně se starším bratrem Gokim v 5 letech. Vrcholově se začal sportu věnovat na střední internátní škole Toin Gakuen v Jokohamě a po dvou letech pokračoval na ve studiu na střední škole Aihara na předměstí Jokohamy a promoval na střední škole Oki Gakuen ve Fukuoce.
V japonské mužské reprezentaci se objevil poprvé v pololehké váze do 66 kg v závěru roku 2013 jako student univerzity Tenri. Do užšího výběru reprezentace se prosazuje od 2017 jako zaměstnanec oděvního gigantu Miki House, který financuje jeho sportovní kariéru.

### Vítězství
- 2016 - 1x světový pohár (Almaty)
- 2018 - 3x světový pohár (Chöch chot, Kano Cup, Turnaj mistrů)
- 2019 - 1x světový pohár (Düsseldorf)

## Výsledky
| Olympijské hry    |     |   |   | — |   |   |   | — |   |    |    |  |  |  |  |  |  |  |  |  |  |  |  |  |  |
| Mistrovství světa | —   | — | — |   | — | — | — |   | — | —  | 1. |  |  |  |  |  |  |  |  |  |  |  |  |  |  |
| Asijské hry       |     | — |   |   |   | — |   |   |   | 2. |    |  |  |  |  |  |  |  |  |  |  |  |  |  |  |
| Mistrovství Asie  | —   |   | — | — | — |   | — | — | — |    | —  |  |  |  |  |  |  |  |  |  |  |  |  |  |  |
| MS juniorů        | —   | — | — | — | — |   |   |   |   |    |    |  |  |  |  |  |  |  |  |  |  |  |  |  |  |
| MS dorostenců     | úč. |   |   |   |   |   |   |   |   |    |    |  |  |  |  |  |  |  |  |  |  |  |  |  |  |